# 横山亮次
横山 亮次（よこやま りょうじ、1921年2月14日 - 2017年9月24日）は、日本の経営者、工学博士。日立化成工業（日立化成、昭和電工マテリアルズを経て、現在のレゾナック）社長を務めた。茨城県出身。

## 来歴・人物
1944年に東京工業大学応用化学科を卒業し、同年に日立製作所に入社した。1971年2月に日立化成工業に転じ、1972年11月に取締役に就任し、1973年11月に常務、1977年6月に専務を経て、1981年6月には社長に就任した。1991年6月、会長に就任し、1995年6月から相談役を務めた。
1984年11月に藍綬褒章を受章した。
2017年9月24日に老衰のため死去した。96歳没。